# Concierto para una lágrima
Concierto para una lágrima es una película en blanco y negro de Argentina dirigida por Julio Porter sobre su propio guion escrito en colaboración Raúl Gurruchaga que se estrenó el 18 de agosto de 1955 y que tuvo como protagonistas a Olga Zubarry, José María Gutiérrez, Lautaro Murúa y Perla Alvarado.

## Sinopsis
Una muchacha humilde, protegida por ricos, triunfa como concertista de piano.

## Reparto
- Olga Zubarry
- José María Gutiérrez
- Lautaro Murúa
- Perla Alvarado
- Aurelia Ferrer
- Virginia Romay
- Héctor Calcaño
- Orestes Soriani
- Antonio de Raco …Doblaje de José María Gutiérrez tocando el piano
- Adela Marshall
- Gilberto Rey
- Marcela Sola
- Pablo Cumo

## Comentarios
Noticias Gráficas opinó:

”Alcanza a interesar al espectador…Tema de noble intención…en no pocas de sus partes, algunas de las cuales acusan un caprichoso “exotismo”.”

Por su parte Manrupe y Portela escriben:

”Dramón con música clásica en el que los protagonistas aceptan con resignación cualquier desgracia. Sólo se destaca la música y la actuación excluyente de su protagonista.”